# Rajd Elmot 1978
7. Rajd Elmot – 7. edycja Rajdu Elmot. Był to rajd samochodowy rozgrywany od 12 do 14 maja 1978 roku. Była to trzecia runda Rajdowych Samochodowych Mistrzostw Polski w roku 1978. Rajd składał się z dwudziestu dwóch odcinków specjalnych (odwołano trzy odcinki). Został rozegrany na nawierzchni asfaltowej i na śniegu. Zwycięzcą rajdu został Maciej Stawowiak.

## Wyniki końcowe rajdu[1][2]
| Miejsce | Kierowca                 | Pilot                  | Samochód              | Czas    | Strata | Grupa Klasa |
| ------- | ------------------------ | ---------------------- | --------------------- | ------- | ------ | ----------- |
| 1       | Maciej Stawowiak         | Ryszard Żyszkowski     | Polski Fiat 125p 2000 | 2:36:00 | -      | IV          |
| 2       | Błażej Krupa             | Piotr Mystkowski       | Renault 5 Alpine      | 2:39:24 | +3:24  | II/8        |
| 3       | Wiktor Polak             | Krzysztof Czarnecki    | Renault 12 Gordini    |         |        | IV          |
| 4       | Andrzej Radecki          | Waldemar Bidziński     | Polski Fiat 125p 1500 |         |        | II/8        |
| 5       | Ryszard Plucha           | Włodzimierz Abramowicz | Polski Fiat 125p 1500 |         |        | II/8        |
| 6       | Adam Masłowiec           | Andrzej Białowąs       | Polski Fiat 125p 1300 | 3:03:07 | +27:07 | II/7        |
| 7       | Wacław Janowski          | Henryk Krakowczyk      | Fiat 128 SL           |         |        | II/7        |
| 8       | Jeremi Doria-Dernałowicz | Piotr Ślaski           | Polski Fiat 125p 1500 | 3:03:27 | +27:27 | I/8         |
| 9       | Jerzy Kobyliński         | Marcin Osiowski        | Polski Fiat 125p 1500 |         |        | I/8         |
| 10      | Andrzej Witkowicz        | Marek Rompel           | Fiat 128 Sport Coupé  | 3:04:06 | +28:06 | I/7         |